# 諾曼納鎮區 (明尼蘇達州聖路易斯縣)
諾曼納鎮區（英語：Normanna Township）是位於美國明尼蘇達州聖路易斯縣的一個行政鎮區。

## 地方資料
諾曼納鎮區的面積為94.37平方千米，當中陸地面積為94.31平方千米，而水域面積為0.06平方千米。根據2020年美國人口普查的數據，當地共有人口769人，而人口密度為每平方千米8.15人。